# Conus mozambicus
Espèce
Statut de conservation UICN

 LC  : Préoccupation mineure
Conus mozambicus est une espèce de mollusques gastéropodes marins de la famille des Conidae.
Comme toutes les espèces du genre Conus, ces escargots sont prédateurs et venimeux. Ils sont capables de « piquer » les humains et doivent donc être manipulés avec précaution, voire pas du tout.

## Description
Le "Conus mozambicus" a une coquille de taille moyenne qui peut atteindre 65 mm de longueur totale. Elle possède une spire très pointue. La couleur de la coquille est terne et tachetée de brun, et il peut y avoir des taches plus sombres à l'épaule. La flèche de la coquille est étagée. 

## Distribution
Le cône Conus mozambicus est connu au large de la côte sud-africaine de Lüderitz Bay à Mossel Bay, de manière subtidale dans des eaux peu profondes. L'espèce est à cette région. On la trouve également au large du Sénégal et du Mozambique.

### Niveau de risque d’extinction de l’espèce
Selon l'analyse de l'UICN réalisée en 2011 pour la définition du niveau de risque d'extinction, cette espèce est endémique à l'Afrique du Sud et se trouve du sud de la Namibie à l'est de Londres. Cette espèce a une aire de répartition restreinte mais il n'y a actuellement aucune menace majeure affectant cette espèce. L'espèce est communément trouvée, et alors que les populations intertidales peuvent être affectées par des événements de pollution provenant du développement municipal, les populations des eaux plus profondes sont peu susceptibles d'être affectées. L'espèce a été classée comme étant de préoccupation mineure.

## Taxonomie

### Publication originale
L'espèce Conus mozambicus a été décrite pour la première fois en 1792 par le conchyliologiste danois Christian Hee Hwass dans « Encyclopédie méthodique ou par ordre de matières Histoire naturelle des vers - volume 1 » écrite par le naturaliste français Jean-Guillaume Bruguière (1750-1798),.

### Synonymes
- Conus (Floraconus) mozambicus Hwass, 1792 · appellation alternative
- Conus altispiratus G. B. Sowerby II, 1873 · non accepté
- Conus caffer Krauss, 1848 · non accepté
- Conus informis Hwass, 1792 · non accepté
- Conus lautus Reeve, 1844 · non accepté
- Conus macei Crosse, 1865 · non accepté
- Hermes mozambicus (Hwass, 1792) · non accepté
- Sciteconus mozambicus (Hwass, 1792) · non accepté
- Sciteconus mozambicus macei (Crosse, 1865) · non accepté

### Sous-espèces
- Conus mozambicus lautus Reeve, 1844
- Conus mozambicus mozambicus Hwass, 1792